# Abon
L'abon, également appelé abong, abõ, abɔ̃ ou ba’ban, est une langue nigéro-congolaise de la famille des langues tivoïdes qui est parlée dans l'Est du Nigeria. Ses locuteurs sont situés dans l'État de Taraba, plus précisément dans la zone de gouvernement local de Sardauna. Comme les autres langues tivoïdes du Nord, l'abon est vraisemblablement aussi utilisé de l'autre côté de la frontière entre le Cameroun et le Nigeria.